# 291 до н. е.

## Події
- Облога Фів

## Померли
- 27 лютого — Імператор Коан, 6-й імператор Японії, синтоїстське божество (камі), легендарний монарх.
- Менандр — давньогрецький поет.